# Waville
Waville település Franciaországban, Meurthe-et-Moselle megyében. Lakosainak száma 436 fő (2022. január 1.). Waville Chambley-Bussières, Onville, Prény, Rembercourt-sur-Mad, Saint-Julien-lès-Gorze és Villecey-sur-Mad községekkel határos.

## Népesség
A település népessége az elmúlt években az alábbi módon változott:
| Lakosok száma | 376  | 396  | 386  | 425  | 439  | 430  | 429  | 427  | 431  | 436  |
|               | 1968 | 1982 | 1999 | 2006 | 2011 | 2015 | 2017 | 2018 | 2020 | 2022 |